# Leksands gymnasium

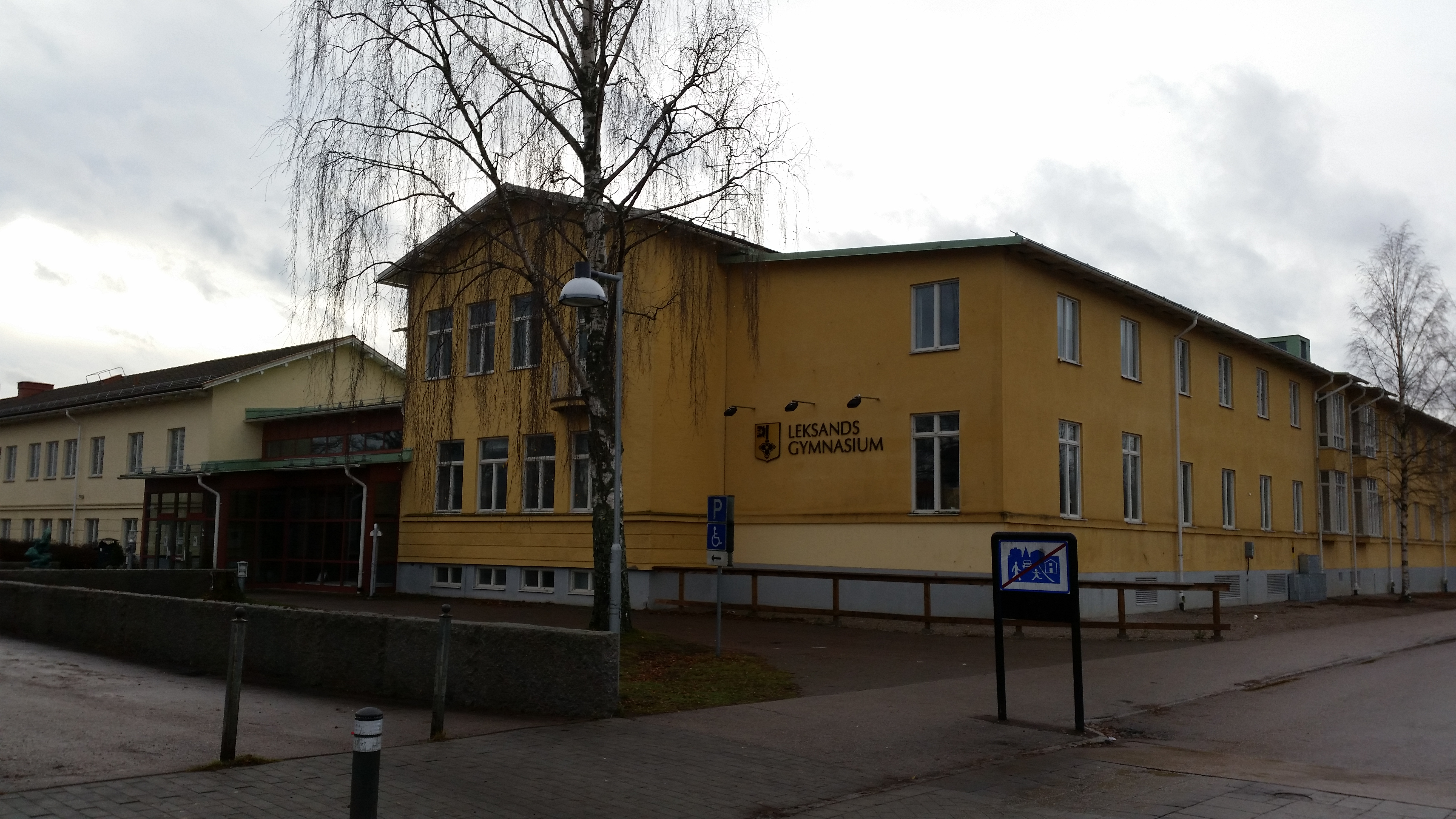
Huvudingången till Leksand gymnasium.

Leksands gymnasium ligger i Leksand, Leksands kommun.
Leksands gymnasium har programmen Barn- och fritidsprogrammet, Ekonomiprogrammet, Gymnasial lärlingsutbildning, Gymnasiesärskola, Introduktionsprogram, Handels- och administrationsprogrammet, Hantverksprogrammet Finsnickeri, Naturvetenskapsprogrammet, Restaurang- och livsmedelsprogrammet, Samhällsvetenskapsprogrammet, Teknikprogrammet. 
Skolan har en tydlig idrottsprofil med nationell idrottsutbildning (NIU), i ishockey och baseboll/softboll men även Lokal idrottsutbildning (LIU).
Nära Leksands gymnasium ligger arenan Tegera Arena (tidigare Ejendals Arena) som är Leksands IF:s hemarena.